# L'Homme aux mille visages (film, 2016)
Pour les articles homonymes, voir L'Homme aux mille visages.
Pour plus de détails, voir Fiche technique et Distribution.
L'Homme aux mille visages (El hombre de las mil caras) est un film espagnol réalisé par Alberto Rodríguez, sorti en 2016. Il obtient notamment deux prix Goya et quatre médailles du Círculo de Escritores Cinematográficos.
Le film est basé sur le livre Paesa, el espía de las mil caras (L'Espion aux mille visage) du journaliste d'investigation Manuel Cerdán (ca). Les principaux personnages et l'intrigue sont issus de faits réels : Luis Roldán et Francisco Paesa (es).

## Synopsis
En tant qu'agent des services secrets espagnols, Francisco Paesa est responsable d'une des plus importantes opérations contre l'ETA. Il est impliqué dans une extorsion de fond en pleine crise touchant les GAL, et doit quitter le pays. À son retour, il reçoit la visite du directeur général de la Guardia Civil Luis Roldán et de sa femme qui lui demandent de cacher un milliard et demi de pesetas.

## Fiche technique
- Titre original : El hombre de las mil caras
- Titre français : L'Homme aux mille visages
- Réalisation : Alberto Rodríguez
- Scénario : Rafael Cobos, Alberto Rodríguez d'après le livre de Manuel Cerdán
- Pays d'origine :  Espagne
- Langue originale : espagnol
- Genre : thriller
- Durée : 123 minutes
- Dates de sortie :
  - Festival international du film de Saint-Sébastien : 17 septembre 2016
  - Espagne : 23 septembre 2016
  - France : 12 avril 2017

## Distribution
- Eduard Fernández : Francisco Paesa (es)
- José Coronado : Jesús Camoes
- Marta Etura : Nieves Fernández Puerto
- Carlos Santos : Luis Roldán
- Emilio Gutiérrez Caba : Osorno
- Luis Callejo : Juan Alberto Belloch
- Tomás del Estal : Bermejo
- Israel Elejalde : González
- Pedro Casablanc : l'avocat
- Enric Benavent : Casturelli
- Philippe Rebbot : Jean-Pierre Pinaud

## Accueil

### Accueil critique
L'accueil critique est globalement positif : le site Allociné recense une moyenne des critiques presse de 3,4/5, et des critiques spectateurs à 3,6/5. 
Pour Étienne Sorin du Figaro, « le réalisateur Alberto Rodríguez nous promène de Paris à Rome, de Genève à Singapour, d'intermédiaires louches en aigrefins roublards avec une belle maestria. Et continue de scruter l'Espagne post-franquiste, après les crimes impunis de La isla mínima et la corruption liée à l'Exposition universelle à Séville en 1992 de Groupe d'élite. ».
Pour Serge Kaganski des Inrockuptibles, « le style de Rodríguez est nerveux, dense, rapide (presque trop, on aimerait parfois appuyer sur pause) et il sait donner à ce monde interlope chic de la barbouzerie et de l'espionnage une consistance à l'américaine que pourraient lui envier bien des cinéastes français. Vivre illégalement demande beaucoup de boulot et d'ingéniosité, telle pourrait être l'“amorale” de ce film parfois exténuant de virtuosité. ».
Pour Marcos Uzal de Libération, « le réalisateur de La isla mínima signe un thriller à la virtuosité un peu creuse. […] Les virevoltes de la réalisation n'y changent rien, c’est surtout de la gonflette scorsesienne abusant de ralentis et de mouvements de caméra dont la seule finalité est d’ajouter du punch à une action souvent limitée à des face-à-face. ».

### Box-office
- France : 58 827 entrées[5]

## Prix
- Noir in Festival 2016 : Prix du meilleur film[6].
- 2017 : Premio Goya du meilleur espoir masculin pour Carlos Santos.
- 2017 : Premio Goya du meilleur scénario adapté